# Jacques E. Brandenberger
Jacques Edwin Brandenberger (19. října 1872, Curych – 13. července 1954, Curych) byl švýcarský chemik a textilní inženýr, který v roce 1908 vynalezl celofán.

## Život
Jacques E. Brandenberger se narodil v Curychu. Studoval chemii na filosofické fakultě Univerzity v Bernu, v necelých 22 letech promoval summa cum laude. V té době byl nejmladším promovaným chemikem ve Švýcarsku.
Poté odešel do Francie, kde pracoval jako expert na textilní barvy v Normandii a Remiremontu ve Vosges. Od roku 1904 pracoval pro firmu Blanchisserie et Teinturerie de Thaon
V roce 1908, po letech výzkumů, vyvinul první stroj k výrobě celofánu z celulózy. V roce 1917 převzala patent jím o tři roky dříve založená firma „La Cellophane S.A.“ v Bezons v departementu Val-d'Oise. Značku „Cellophane“ vzniklou z francouzských slov cellulose a diaphane (průhledný) zastupoval od roku 1923 na americkém trhu joint venture Du Pont a La Cellophane S.A.
Do 50. let 20. století získal Brandenberger řadu patentů na výrobní postupy i použití průsvitných fólií. Protože ale jeho první patent na použití xantogenátu k výrobě fólií ve dvacátých letech vypršel, vyráběla celofán celosvětově řada chemických firem. Celosvětový ekonomický úspěch celofánu a dalších fólií přinesl Jacquesu E. Brandenbergerovi značné bohatství, které zanechal své dceři Irmě Marthe Brandenbergerové.
Franklinův institut ve Filadelfii v roce 1937 Brandenbergera ocenil medailí Elliotta Cressona. Jacques Brandenberger byl v roce 2006 uveden do National Inventors Hall of Fame.

## Nadace
Marthe Brandenbergerová vložila dědictví svého otce 9. prosince 1965 do nadace J. E Brandenbergera (Stiftung Dr. J. E. Brandenberger), která byla po její smrti v roce 1986 zapsána do obchodního rejstříku kantonu Curych. Od roku 1990 oceňuje nadace každoročně švýcarské osobnosti, které se mimořádně podílely na zlepšení kulturního života, pokroku v sociální oblasti nebo zvyšování životní úrovně.
Cena v hodnotě 200 000 švýcarských franků (přibližně 135 000 €) je jednou z nejvyšších cen ve Švýcarsku. Uděluje ji správní rada nadace na žádost komise, jejíž součástí jsou renomovaní zástupci z oblasti vědy, společenských a kulturních organizací.